# Новый (Хабарский район)
Новый — упразднённый поселок в Хабарском районе Алтайского края. Входил в состав Мартовского сельсовета. Исключен из учётных данных в 1989 году.

## География
Располагался в 5 км северо-западу от села Мартовка и в 5 км к югу от посёлка Восход.

## История
Решением Алтайского краевого исполнительного комитета от 01.06.1989 года № 199 поселок исключен из учётных данных.